# Джейкоб Б'єркнес
Джейкоб Б'єркнес (2 листопада 1897 — 7 липня 1975) — норвезький та американський метеоролог та кліматолог.
Джейкоб Б'єркнес народився у Стокгольмі, Швеція. Його батько, Вільгельм Б'єркнес був норвезьким метеорологом. Джейкоб був членом групи метеорологів, очолюваних його батьком в Лейпцизькому університеті. Разом вони розробили модель, яка пояснює появу, посилення і розпад циклону в середніх широтах. Ця концепція відома як норвезька модель циклону.